# Équipe des Pays-Bas masculine de handball
Maillots
Dernière mise à jour : 21 janvier 2023.
L'équipe des Pays-Bas masculine de handball représente l'Association néerlandaise de handball lors des compétitions internationales.
Si elle fait partie des équipes historiques en handball à onze, participants à six des sept éditions des championnats du monde, elle est beaucoup moins présente en handball à sept, ne parvenant à ne se qualifier qu'une fois à une compétition internationale, le Championnat du monde 1961 terminé à la 11e place.
Au Championnat d'Europe 2020, les Pays-Bas participe pour la première fois à une compétition internationale depuis 59 ans. Deux ans plus tard, à l'Euro 2022, la sélection se qualifie au tour principal pour terminer à la 10e place, Luc Steins étant à titre individuel élu meilleur demi-centre de la compétition.

## Palmarès
Parcours aux Jeux olympiques
- de 1972 à 2020 : non qualifiée

Parcours aux championnats du monde à onze
- 1938 (de) : 9e place
- 1948 : tour intermédiaire
- 1952 (de) : 6e place
- 1955 (de) : 15e place
- 1959 : non participant
- 1963 (de) : 6e place
- 1966 (de) : 6e place

Parcours aux championnats du monde
- de 1938 à 1958
- 1961 : 11e place
- de 1964 à 2021 : non qualifiée
- 2023 : 14e place

Parcours aux championnats d'Europe
- de 1994 à 2018 : non qualifiée
- 2020 : 17e place
- 2022 : 10e place
- 2024 : qualifiée

## Effectif actuel
Les 18 joueurs sélectionnés pour disputer l'Euro 2024 sont :

## Personnalités liées à la sélection
- Erlingur Richardsson (en), sélectionneur depuis 2017
- Lambert Schuurs (en), joueur le plus capé avec 312 sélections entre 1981 et 2001
- Kay Smits, joueur avec la plus haute moyenne de but par match à l'Euro 2022 avec 45 buts en 5 matchs.
- Luc Steins, élu meilleur demi-centre de l'Euro 2022

## Confrontations contre la France
| Date           | Rencontres | Victoires | Nuls | Défaites | Buts pour | Buts contre | Différence |
| -------------- | ---------- | --------- | ---- | -------- | --------- | ----------- | ---------- |
| 4 janvier 2023 | 48         | 36        | 3    | 9        | ?         | ??          | +?         |